# Penny gaff

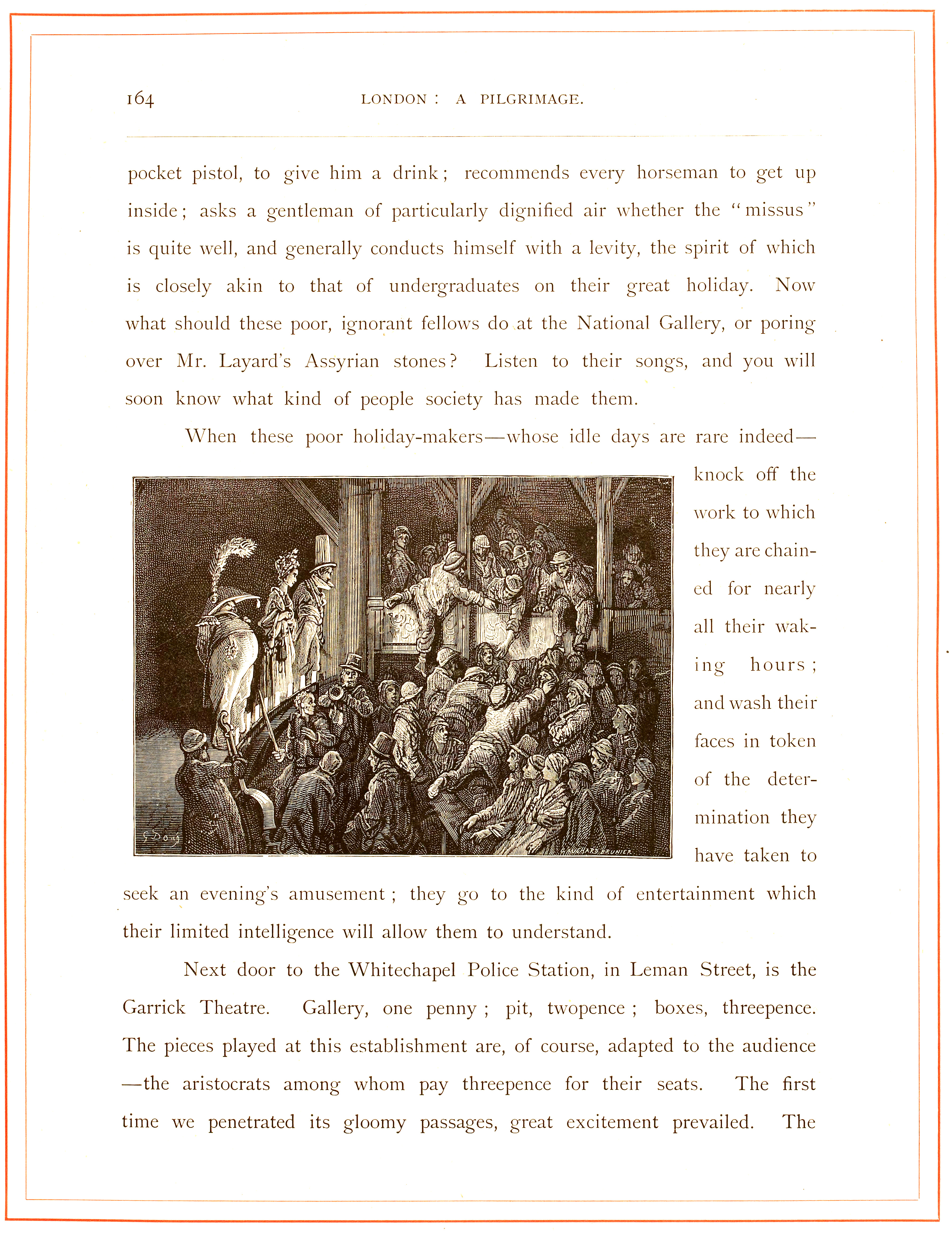
El penny gaff, por Gustave Doré; 1872.

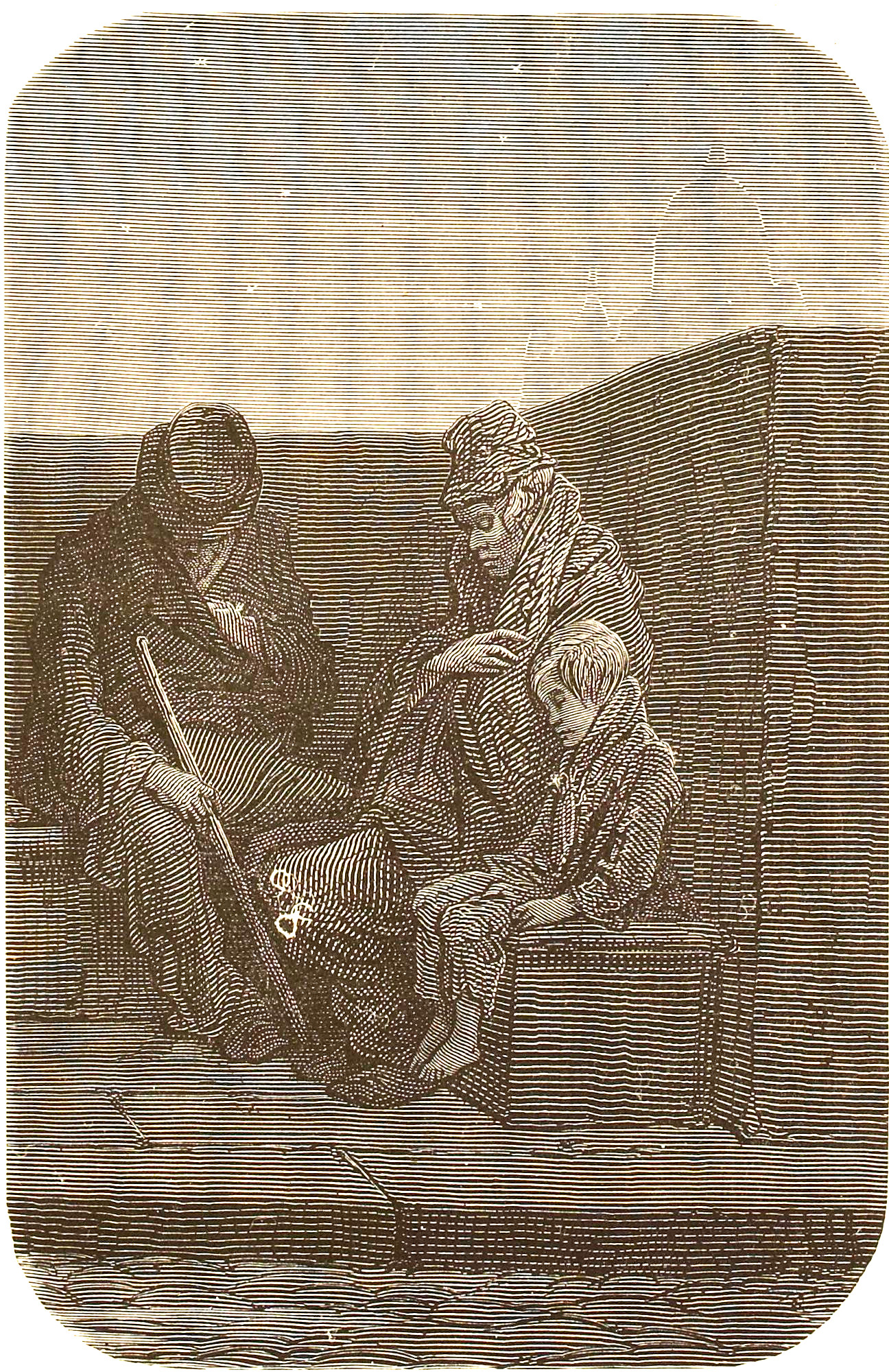
Asiduos del penny gaff, por Gustave Doré.

El penny gaff fue una forma de diversión popular entre las clases más bajas en la Inglaterra del siglo XIX. Constaba de diversiones teatrales cortas, que podían escenificarse en cualquier rincón donde se permitiera, como la habitación posterior de un pub o una sala pequeña. Poco sofisticados, los accesorios y complementos raramente constaban de mucho más que una tarima y un piano. El dueño del local a menudo se colocaba en el escenario, llamando cuando cada acto debía acabar en un intento de maximizar los ingresos de la noche.
Payasadas, bailes populares, canciones y obras teatrales eran presentados en esos penique gaffs. Fáciles de interpretar, bien conocidas por el público, y con historias emocionantes y sencillas, los hechos de famosos bandidos, ladrones y asesinos, como las presentadas en el Calendario Newgate eran los temas favoritos para las obras. Las historias del famoso ladrón del siglo XVIII Jack Sheppard, que huyó de prisión en numerosas ocasiones, y el sangriento caso del Asesinato del granero rojo estaban entre las más demandadas. Versiones distorsionadas de las obras de William Shakespeare eran también regularmente presentadas. Las limitaciones de tiempo significaron que las historias a menudo acabaran irreconocibles, con el acto final entremezclado con varias actividades. Si el dueño llamaba para cerrar, la obra tenía que concluir independientemente del punto donde se encontraran los actores. Joseph Merrick, el Hombre Elefante, fue exhibido en penny gaffs.
A medida que los gaffs se iban volviendo más populares, más espacios y locales más grandes se abrieron para acomodarlos. The Rotunda en Blackfriars Road, la sede más grande que hubo en Londres, podía albergar 1.000 personas y en su punto álgido exhibió espectáculos que duraban entre una hora y dos horas y media. Para el público más exigente, ofrecía mejores asientos al precio de dos o tres peniques.
Los reformadores morales victorianos temían que estos teatrillos populares a penique la entrada establecieran un caldo de cultivo para delincuentes, ya que, en palabras de un misionero: "ninguna persona respetable va, así que lo tienen todo a su manera, y corrompen las mentes de la juventud sin reprensión".
El nombre derivaba del precio de la entrada, el cual era normalmente un penique, y del nombre vulgar para las peleas de gallos, gaff. Estos espectáculos fueron populares desde aproximadamente 1830 hasta alrededor de 1880, momento en que la cultura callejera que había engendrado tales actuaciones improvisadas desapareció en su mayor parte.